# Lijst van nummer 1-hits in de Nederlandse Single Top 100 in 1973
Deze hits stonden in 1973 op nummer 1 in de Daverende Dertig, de voorloper van de huidige Nederlandse Single Top 100.
| Nummer | Datum        | Artiest                          | Titel                                      |
| ------ | ------------ | -------------------------------- | ------------------------------------------ |
| 63     | 6 januari    | The Osmonds                      | Crazy horses                               |
|        | 13 januari   | The Osmonds                      | Crazy horses                               |
|        | 20 januari   | The Osmonds                      | Crazy horses                               |
|        | 27 januari   | The Osmonds                      | Crazy horses                               |
| 64     | 3 februari   | The Sweet                        | Block buster                               |
|        | 10 februari  | The Sweet                        | Block buster                               |
|        | 17 februari  | The Sweet                        | Block buster                               |
| 65     | 24 februari  | Chi Coltrane                     | Go like Elijah                             |
|        | 3 maart      | Chi Coltrane                     | Go like Elijah                             |
| 66     | 10 maart     | Middle of the Road               | Yellow boomerang                           |
| 67     | 17 maart     | The Osmonds                      | Down by the lazy river                     |
|        | 24 maart     | The Osmonds                      | Down by the lazy river                     |
| 68     | 31 maart     | Mort Shuman                      | Le lac majeur                              |
|        | 7 april      | Mort Shuman                      | Le lac majeur                              |
|        | 14 april     | Mort Shuman                      | Le lac majeur                              |
|        | 21 april     | Mort Shuman                      | Le lac majeur                              |
| 69     | 28 april     | Cliff Richard                    | Power to all our friends                   |
|        | 5 mei        | Cliff Richard                    | Power to all our friends                   |
|        | 12 mei       | Cliff Richard                    | Power to all our friends                   |
|        | 19 mei       | Cliff Richard                    | Power to all our friends                   |
| 70     | 26 mei       | Dawn                             | Tie a yellow ribbon round the ole oak tree |
|        | 2 juni       | Dawn                             | Tie a yellow ribbon round the ole oak tree |
| 71     | 9 juni       | Redbone                          | We were all wounded at Wounded Knee        |
|        | 16 juni      | Redbone                          | We were all wounded at Wounded Knee        |
|        | 23 juni      | Redbone                          | We were all wounded at Wounded Knee        |
|        | 30 juni      | Redbone                          | We were all wounded at Wounded Knee        |
|        | 7 juli       | Redbone                          | We were all wounded at Wounded Knee        |
|        | 14 juli      | Redbone                          | We were all wounded at Wounded Knee'       |
| 72     | 21 juli      | Sharif Dean                      | Do you love me?                            |
|        | 28 juli      | Sharif Dean                      | Do you love me?                            |
|        | 4 augustus   | Sharif Dean                      | Do you love me?                            |
|        | 11 augustus  | Sharif Dean                      | Do you love me?                            |
| 73     | 18 augustus  | Fleetwood Mac                    | Albatross                                  |
| 74     | 25 augustus  | Freddy Breck                     | Rote Rosen                                 |
|        | 1 september  | Freddy Breck                     | Rote Rosen                                 |
| 75     | 8 september  | Golden Earring                   | Radar love                                 |
|        | 15 september | Golden Earring                   | Radar love                                 |
|        | 22 september | Golden Earring                   | Radar love                                 |
|        | 29 september | Golden Earring                   | Radar love                                 |
| 76     | 6 oktober    | Demis Roussos                    | My friend the wind                         |
|        | 13 oktober   | Demis Roussos                    | My friend the wind                         |
| 77     | 20 oktober   | The Rolling Stones               | Angie                                      |
|        | 27 oktober   | The Rolling Stones               | Angie                                      |
| 78     | 3 november   | Gerard Cox                       | 't Is weer voorbij, die mooie zomer        |
|        | 10 november  | Gerard Cox                       | 't Is weer voorbij, die mooie zomer        |
|        | 17 november  | Gerard Cox                       | 't Is weer voorbij, die mooie zomer        |
| 79     | 24 november  | Demis Roussos                    | Schönes mädchen aus Arcadia                |
|        | 1 december   | Demis Roussos                    | Schönes mädchen aus Arcadia                |
|        | 8 december   | Demis Roussos                    | Schönes mädchen aus Arcadia                |
| 78     | 15 december  | Gerard Cox                       | 't Is weer voorbij, die mooie zomer        |
|        | 22 december  | Gerard Cox                       | 't Is weer voorbij, die mooie zomer        |
|        | 29 december  | Geen Daverende Dertig verschenen | Geen Daverende Dertig verschenen           |